# Jauhien Lisawiec
Jauhien Siarhiejewicz Lisawiec (błr. Яўген Сяргеевіч Лісавец, ros. Евгений Сергеевич Лисовец – Jewgienij Siergiejewicz Lisowiec; ur. 12 listopada 1994 w Grodnie) – białoruski hokeista, reprezentant Białorusi.

## Kariera klubowa
- HK Nioman 2 Grodno (2009-2011)
- Dynama-Szynnik Bobrujsk (2011-2012, 2013)
- HK Nioman 2 Grodno (2012-2013)
- HK Nioman Grodno (2012-2014)
- Dynama Mińsk (2013-2019)
  -  HK Dynama Mołodeczno (2015/2016)
- Saławat Jułajew Ufa (2019-2021)
- Witiaź Podolsk (2021-2022)
- Admirał Władywostok (2022-)

Wychowanek Niomana Grodno. Występował w białoruskiej ekstralidze i rosyjskich rozgrywkach juniorskich MHL. Został zawodnikiem Dynama Mińsk w elitarnej lidze KHL. W maju 2014 przedłużył kontrakt z klubem o dwa lata. W czerwcu 2016 ponownie prolongował umowę z klubem. W maju 2019 został zawodnikiem Saławatu Jułajew Ufa, związany dwuletnim kontraktem. W listopadzie 2021 przszedł do Witiazia Podolsk. W czerwcu 2022 ogłoszono jego transfer do Admirała Władywostok.

## Kariera reprezentacyjna
Występował w kadrach juniorskich kraju na turniejach mistrzostw świata do lat 18 w 2011, 2012 (Dywizja I), do lat 20 w 2012, 2013, 2014 (Dywizja I). W kadrze seniorskiej uczestniczył w turniejach mistrzostw świata w 2015, 2016, 2017, 2018 (Elita), 2019 (I Dywizja), 2021 (Elita).

## Sukcesy
Reprezentacyjne
- Awans do Elity MŚ Dywizji IA do lat 18: 2012
- Awans do MŚ Elity: 2019

Klubowe
- Złoty medal mistrzostw Białorusi: 2013, 2014 z Niomanem Grodno
- Puchar Białorusi: 2014 z Niomanem Grodno

Indywidualne
- Mistrzostwa świata do lat 18 w hokeju na lodzie mężczyzn 2012/Dywizja I#Grupa B:
  - Pierwsze miejsce w klasyfikacji +/- w turnieju: +8[6]
  - Pierwsze miejsce w klasyfikacji kanadyjskiej wśród obrońców turnieju: 5 punktów[7]
  - Najlepszy obrońca turnieju[8]
- Mistrzostwa Świata Juniorów w Hokeju na Lodzie 2014/I Dywizja#Grupa A:
  - Trzecie miejsce w klasyfikacji kanadyjskiej wśród obrońców turnieju: 4 punkty[9]
- Mistrzostwa Świata w Hokeju na Lodzie 2016/Elita:
  - Jeden z trzech najlepszych zawodników reprezentacji w turnieju[10]
- Mistrzostwa Świata w Hokeju na Lodzie 2017/Elita:
  - Jeden z trzech najlepszych zawodników reprezentacji w turnieju[11]

Wyróżnienia
- Najlepszy młody zawodnik na Białorusi: 2012
- Hokeista Roku na Białorusi: 2017[12][13]